# Licq
Licq — програма для миттєвого обміну повідомленнями в Інтернет за протоколами ICQ і XMPP, що працює на Linux та інших Unix-подібних системах. До переваг цього клієнта можна віднести можливість шифрування повідомлень на основі SSL за умови, що у приймаючої сторони також встановлено Licq, mICQ або SIM. За допомогою додаткових модулів можна підключити шифрування на основі GPG.
Програма є вільною і розповсюджується під ліцензією GNU GPL. Програма являє собою демон, до якого за допомогою модулів можна підключати різні інтерфейси: Qt, консольний.
У 2002 році Licq посіла за підсумками голосування читачів друге місце в конкурсі «Readers' Choice Awards», що проводиться щорічно журналом Linux Journal (номінація «Favorite Instant-Messaging Client»)